# Asirgarh
Asirgarh fou una fortalesa important situada a 20 km al nord de Burhanpur, al districte de Burhanpur a Madhya Pradesh, a les muntanyes Satpura. Durant el període britànica formava part del districte de Nimar a les Províncies Centrals. Es troba a 707 metres d'altura sobre el nivell de la mar. La fortalesa estava habitada anteriorment i consta amb 2.437 habitants al cens de 1881. La fortalesa mesura un km de llarg d'est o oest i la meitat de nord a sud; la superfície és de 24 hectàrees. Per cada costat està rodejada d'un precipici d'entre 250 i 400 metres de fondo i només és accessible per dos llocs. La fortalesa domina el pas per les muntanyes Satpura cap al riu Narmada i el riu Tapti i fou considerada la clau del Dècan.
Fou part del regne huna de Sialkot governat per Mihir Kula 515-540) que fou destruït per Yashodharman, i després va passar a mans d'una nova dinastia de kshatriyas anomenada Taxaka; s'han trobat inscripcions en pali que assenyalen el domini a la zona de la tribu Mori dirigida pel mític Taxak, senyor de Chittor. Aquestos sobirans foren atacats pels musulmans al segle viii però van conservar Asirgarh fins vers el segle x.
Segons la tradició fou una ciutat dels jats coneguts com a asirs, procedents de Malwa, d'un lloc anomenat també Asirgarh. Segons Ferishta, Asirgarh fou fortificada el 1370 per Asa Ahir, un raja vassall dels bahmànides, als ancestres del qual pertanyia la zona des de feia segles. Altres versions diuen que pertanyia als Asi o reis de la dinastia Haihaya que governaven a la vall del Narbada amb seu a Maheswara. El 1296 apareix en mans de rajpiuts del clan chahuan i fou atacada per Ala al-Din Khalji al seu retorn d'una expedició al Dècan matant a tota la guarnició. El 1400 va passar per conquesta als farúquides de Khandesh que la van fer la seva capital i la van dominar dos-cents anys fins que l'abril del 1600 Akbar va anar personalment a la zona de Burhanpur i va ordenar al general Abdur Rahim Khan-i-Khanan assetjar Asirgarh tot i no disposar de material de setge; va oferir al rei Bahadur Shah Kadr Khan la lliure possessió de Khandesh si Asirgarh es rendia; però quan el rei va ser fora els mogols el van fer presoner (10 de desembre de 1600); no obstant la guarnició de Asirgarh, dirigida pel general Yakut Khan, va mantenir la resistència i Bahadur es va negar a donar l'orde de capitular (ja havia donat instruccions secretes de no obeir aquesta orde). Finalment Asirgarh es va rendir (17 o 27 de gener de 1601). Era costum a Khandesh empresonar a tots els membres mascles de la família reial (sota la guàrdia d'un habshi) per evitar disputes dinàstiques i Akbar va trobar a tots el prínceps farúquides a Asirgarh i així els va fer presoners a tots d'un cop i foren enviats a l'exili.
Va romandre en mans dels emperadors mogols fins que fou ocupada pels marathes avançat el segle xviii. Rao Sindhia la va perdre el 1803 davant els britànics dirigits per Wellesley, després de la batalla d'Assaye, però en el tractat de pau al mateix any fou retornada a Sindhia. El 1819 fou assetjada pels britànics i es va rendir després de 20 dies.